# Gideon Frank Rothwell
Gideon Frank Rothwell (* 24. April 1836 bei Fulton, Missouri; † 18. Januar 1894 in Moberly, Missouri) war ein US-amerikanischer Politiker. Zwischen 1879 und 1881 vertrat er den Bundesstaat Missouri im US-Repräsentantenhaus.

## Werdegang
Gideon Rothwell besuchte die University of Missouri in Columbia. Nach einem anschließenden Jurastudium und seiner 1864 erfolgten Zulassung als Rechtsanwalt begann er in Huntsville in diesem Beruf zu arbeiten. Gleichzeitig schlug er als Mitglied der Demokratischen Partei eine politische Laufbahn ein.
Bei den Kongresswahlen des Jahres 1878 wurde Rothwell im zehnten Wahlbezirk von Missouri in das US-Repräsentantenhaus in Washington, D.C. gewählt, wo er am 4. März 1879 die Nachfolge von Henry Moses Pollard antrat. Da er im Jahr 1880 von seiner Partei nicht zur Wiederwahl nominiert wurde, konnte er bis zum 3. März 1881 nur eine Legislaturperiode im Kongress absolvieren. Nach seinem Ausscheiden aus dem US-Repräsentantenhaus praktizierte er wieder als Anwalt. Ab 1889 war er Mitglied im Kuratorium der University of Missouri; von 1890 bis 1894 fungierte er als dessen Präsident. Gideon Rothwell starb am 18. Januar 1894 in Moberly.